# やくざの墓場 くちなしの花
『やくざの墓場 くちなしの花』（やくざのはかば くちなしのはな）は、1976年（昭和51年）10月30日に公開された日本映画である。製作、配給は東映。監督：深作欣二。主演：渡哲也。ヤクザ社会と日本の警察機構との黒い癒着および、それらに挑むマル暴刑事とヤクザの友情と敗北が描かれる。
タイトルは主演の渡の大ヒット曲「くちなしの花」にちなむもので、随所にBGMとして用いられている。
「昭和51年度文化庁芸術祭参加作品」のクレジットが冒頭に表示されるが、実際には参加に至らなかった（後述）。
封切り時の同時上映作品は『世界最強の格闘技 殺人空手』（監督：山口和彦、主演：大塚剛）。

## 出演
- 黒岩竜：渡哲也
- 松永啓子：梶芽衣子
- 若本英夫：矢吹二朗
- 梶山刑事：川谷拓三
- 日高善人警部補：室田日出男
- 古島捜査四課長：藤岡重慶
- 山城剛志：吉田義夫
- 若本君代：菅井きん
- 荒井初江：八木孝子
- 松永俊二：今井健二
- 荒井真吉：志賀勝
- 金井勝次：曽根将之
- 北島明：小林稔侍
- ボクサー：ロッキー藤丸（西尾ジム）

- 鬼頭：林彰太郎
- 町永：成瀬正
- 西尾刑事部長：芦田鉄雄
- 江崎信久：八名信夫
- 江崎敏夫：有川正治
- 西田組幹部：花見芳太郎
- 看守巡査：広瀬義宣
- 国崎兼松：矢奈木邦二郎
- 浅井刑事課長：白川浩二郎
- 千崎文平：中村錦司
- 武田健吉：鈴木康弘
- 竹内清志：秋山勝俊
- 楠本正春：岩尾正隆
- 三宅昇：笹木俊志
- 西畑：福本清三
- パチンコ屋の労務者：片桐竜次
- 小西正雄：松本泰郎
- 庶務課課員：疋田泰盛
- 藤岡修：檀喧太
- 西田組組員：浅野謙次郎
- 西田組組員：森谷譲
- 山城組組員：小坂和之
- 生熊：奈辺悟
- 杉美香：丸平峰子
- 小池係長：宮城幸生
- 大河原義市：島田秀雄
- 岡本：井上茂
- 水谷：志茂山高也
- 宮崎：白井孝史
- 西田組組員：新居芳行
- 西田組若衆：小峰一男
- 奥谷勇：木谷邦臣
- 上島隆：藤長照夫
- 西田組幹部：平河正雄
- 看守：有島淳平
- 山岡進：小田正作
- 巡査：藤沢徹夫
- 看守：森源太郎
- 山城組組員：矢部義章
- 堀越：友金敏雄
- ダンサー：ザ・ドルフィン
- ノンクレジット
  - 木津組組長：笠原和夫
  - 尾藤組組長：小高正巳

- 野崎副本部長：成田三樹夫
- 波多野武市：織本順吉
- 大村本部長：大島渚（特別出演）
- 寺光伝之肋：佐藤慶
- 赤間署長：金子信雄
- 杉政明：藤岡琢也
- 岩田五郎：梅宮辰夫

## スタッフ
- 監督：深作欣二
- 企画：松平乗道、杉本直幸、奈村協
- 脚本：笠原和夫
- 撮影：中島徹
- 照明：増田悦章
- 美術：富田治郎
- 録音：野津裕男
- 音楽：津島利章
- 編集：市田勇
- 助監督：鈴木秀雄
- スチール：中山健司
- 記録：田中美佐江
- 装置：温井弘司
- 背景：西村三郎
- 装飾：山田久司
- 衣裳：岩逧保
- 美粧：長友初生
- 結髪：白鳥里子
- 擬斗：上野隆三
- 演技事務：葛原隆康
- 進行主任：長岡功
- 主題歌：「くちなしの花」（ポリドール・レコード）

## 製作

### 企画
1976年上半期の東映は「トラック野郎シリーズ」と「まんがまつり」以外のプログラムの不振が続いたため、「シビレを切らした」岡田茂東映社長が、同年7月の定例会見で、「自ら陣頭に立ち」主要プログラムを「この秋からは不良性感度の高い“ドキュメンタリー路線”に変更する」と宣言した。
この社長会見で岡田が1976年秋以降のプログラムタイトルのひとつとして発表したのが、渡哲也の日活時代の代表作のタイトルを用いた『無頼の墓場』であった。これがのちの本作となる。

### 脚本
本作で脚本の笠原和夫は、ヤクザと警察の癒着問題に加え、在日韓国人問題を取り上げた。これは、帷子耀から「『仁義なき戦い』には在日が出ていないじゃないか、それはおかしい」と批判されたのを受けてのことである。渡哲也演じる黒岩刑事は満洲からの引き揚げ者、梅宮辰夫演じるヤクザの組長・岩田五郎は在日韓国人、梶芽衣子演じる若者頭代理は日韓ハーフという設定となった。
笠原は、本作や『暴力金脈』などの脚本作りにおいて調べれば調べるほどヤクザと社会との癒着が明らかとなり、映画化が不可能になっていくという現実に苦しんだことから、長年のテーマだった在日韓国人問題に踏み込んだ本作を最後に東映を去り、ヤクザ映画とも決別して戦争映画を中心に手掛けることとなった。

### キャスティング
岡田東映社長は、「東映の看板スターにしたい」と1975年に石原プロモーションから渡哲也の引き抜きを画策し、失敗していた。しかし東映ではその後も多くの渡主演作品を企画し、同年には『仁義の墓場』を製作していた。渡が1974年、1975年と相次いで病気により長期入院したため、東映では『仁義の墓場』しか出演できず、企画はすべてキャンセルになっていた。渡は1976年に石原プロ制作による日本テレビ系のテレビドラマ『大都会 -闘いの日々-』で仕事に復帰し、映画は本作が本格復帰作品となった。
梶芽衣子は渡哲也と日活の同期で、きちんとした共演は『新宿アウトロー ぶっ飛ばせ』（1970年）以来2本目であった。
当時大人気だったピラニア軍団が大挙出演し、各々の持ち味を発揮した。中でも官僚体質にドップリのキャリア警部補を演じた室田日出男が出色で、バイプレイヤーとして更なる飛躍を遂げた。川谷拓三は本作ではハードスケジュールから、警察署内部の数シーンのみのゲスト的な出演にとどまっている。
ヤクザ映画に対するシンパシーを表明していた映画監督の大島渚が、警察庁から派遣された大物府警本部長という、警察機構を皮肉った役で特別出演した。

### 撮影
渡は撮影の備え、1976年夏に静岡県下田市の須崎海岸で合宿。当地の四部屋ある二階建ての民宿を自腹で40万はたき、妻子と3人で8月の1ヵ月間暮らした。渡は「この3年間入退院の繰り返しで、俳優として大切な時期を棒に振った。ここで体力を養い二度と苦い思いを繰り返したくない。その間、苦労をかけた家族の慰労もかねてやってきたんですよ」と話した。淡路島育ちで、瀬戸内海で鍛えただけに泳ぎはお手のもので、スキンダイビングやトローリング、135段の急階段の上り下り、バーベルを持ち上げたりし体を鍛えた。9月から東映京都での撮影を予定している『やくざの墓場』について「権力の側の人間が反権力の組織の中に身を落としていく、180度の転換がドラマチックだし、黒岩竜という主人公の心理の屈折が役者にとってはたまらない魅力なんですよ」と話した。この『報知新聞』1976年8月17日付の記事で興味深いのが、渡が「『やくざの墓場』の後、『いつかギラギラする日』（角川映画）の撮影に入る」と話していることと、「あの"ひ弱なスター"のイメージはみじんもない」と書かれていることである。日活時代の渡のイメージがそうだったにしても、あの名高い『仁義の墓場』がこの時点ではマスメディアからあまり評価されていないということかもしれない。
鳥取砂丘でのロケーション撮影が実施され、渡と梶のラブシーンなどが撮られた。

### 大阪府警のクレームおよび芸術祭参加断念
当時の大阪は新聞に「ピストルウエスタン・オーサカ」などと書かれるほど暴力団によるピストル抗争が頻繁に発生し、「警察が暴力団になめられている」と散々叩かれていた。それを受け大阪府警察は、警官4500人を動員して暴力団壊滅作戦を打ち出したところだった。本作の製作と公開はその矢先のことであった。
本作では、暴力団抗争事件の手打ち式に警察本部長らが出席したり、警察署長が暴力団から豪勢な接待を受けたり、刑事が麻薬中毒になったり、刑事と暴力団組長が盃を交わすシーンが出たりするなど、警察と暴力団の癒着を多く描いたことから、大阪府警は「公開するなら告訴する!」と「タカブり」、先に文書で内容の一部を変更するよう申し入れた後、府警幹部が東映京都撮影所に出向き、「暴力団追放の世論に逆行している」として岡田東映社長に映画の製作中止を申し入れる事態に至った。この会談の場で岡田社長は「かつて人間性をこれほど突っ込んで描いた作品はあったでしょうか。この作品を生み得たことを誇りに思います」と説明し、また本作を「文化庁芸術祭参加作品に申請した」と話した。文化庁はすでに本作の参加を受け付け、また参加が認められる方向にあったため、大阪府警は「文化庁のお墨付きを得た芸術作品」を相手にケンカしなければならない状況になった。
その後大阪府警は、東映側に「上映されれば名誉毀損で告訴する」と通達した。しかし東映は「娯楽映画。警察を冒涜する気はない」と突っぱねて、芸術祭の参加を絶対に取りやめないと態度を硬化させた。深作監督はかねて芸術祭の参加に難色を示していたが、東映側は参加の方針を取り下げなかった。
結局東映は譲歩し、脚本にあった「大阪警察」を「関西某警察」にするなど、表現を修正したうえでの公開を決めた。しかしこの騒動を知った文化庁が態度を翻し、日本映画製作者連盟を通じて「取り下げて頂けないでしょうか」と参加を見合わせるよう東映に申し入れた。大阪府警→警察庁→文化庁ルートで圧力がかかったものとみられ、東映は「表現の自由の問題」と息巻いたが、土壇場で芸術祭参加を取りやめた。芸術祭参加の断念は公開直前だった。
これらの経緯の名残のため、映画の冒頭に「昭和51年度文化庁芸術祭参加作品」のクレジット表記だけが残った。なお、これらの攻防は映画の宣伝に一役買ったといわれる。

### 宣伝・公開
公開直前の複数の雑誌の記事に『やくざの墓場』だけの表記があり、「くちなしの花」は公開直前に付け足されたものと見られる。『シナリオ』1977年1月号の記事では「10/14映画『やくざの墓場』…」「10/30東映『やくざの墓場・くちなしの花』は…」と、同じ頁に二つのタイトルが混在している。
先の発表では1976年10月1日～15日に公開予定としていたが、上述の通り撮影スケジュールが組み直されたため、シルバーウィークの公開となった。
予告編のBGMには『狂った野獣』、『実録外伝 大阪電撃作戦』の一部が使われている。

## 評価

### 興行成績
配収3億5000万円。当時東宝の営業本部長だった松岡功が驚いていたという。

### 批評
黒井和男は「組織暴力団と警察との癒着が起こした実際の事件をヒントにした笠原脚本はかなり面白い。こういった告発的な映画は日本ではあまり映画化出来なかったのだが、多少の妥協はあるにしても面白い試みだと思う」と評し、「いつものやくざシリーズで売るのではなく、新しい作品として売り出す方法はないのだろうか」と述べている。

### 受賞歴
- 第50回キネマ旬報ベスト・テン - 日本映画ベスト・テン8位、読者選出日本映画ベスト・テン5位
- 第31回毎日映画コンクール男優演技賞（渡哲也）
- 第32回ブルーリボン賞主演男優賞（渡哲也）

## その他
深作欣二監督・笠原和夫脚本のコンビによる映画は本作以降製作されていない。のちに、角川映画第2弾として『実録共産党』が、深作・笠原・角川春樹製作の顔合わせで準備中だったが、頓挫している。
のちに渡のトレードマークとなるレイバンのサングラスは本作が始まり。
渡は本作以降、テレビドラマを中心に活躍し、以後20年の間、本格的な映画出演はなかった。
警察本部長役の大島は、のちに自身が監督した『愛のコリーダ』を、本作同様文化庁芸術祭参加作品に申請したが拒否されている。また、『ロードショー』1976年12月号に「大島は1977年の東映の正月映画『日本の首領』を撮ることになった」という記述が見られる（実際には中島貞夫の監督で製作されている。のちに大島が脚本段階で降板することとなる『日本の黒幕』とは別の企画である）。